# Synopeas acutiventris
Synopeas acutiventris är en stekelart som beskrevs av Peter Neerup Buhl 1997. Synopeas acutiventris ingår i släktet Synopeas och familjen gallmyggesteklar. Inga underarter finns listade i Catalogue of Life.